# Eustrotia pardalina
Eustrotia pardalina är en fjärilsart som beskrevs av Walker 1856. Eustrotia pardalina ingår i släktet Eustrotia och familjen nattflyn. Inga underarter finns listade i Catalogue of Life.